# Nsongo
Nsongo är ett bantuspråk och talas av songofolket i Angola.
Songofolket lever i östra Cuanza Sul och södra Malanje.